# Crossroads (canción)

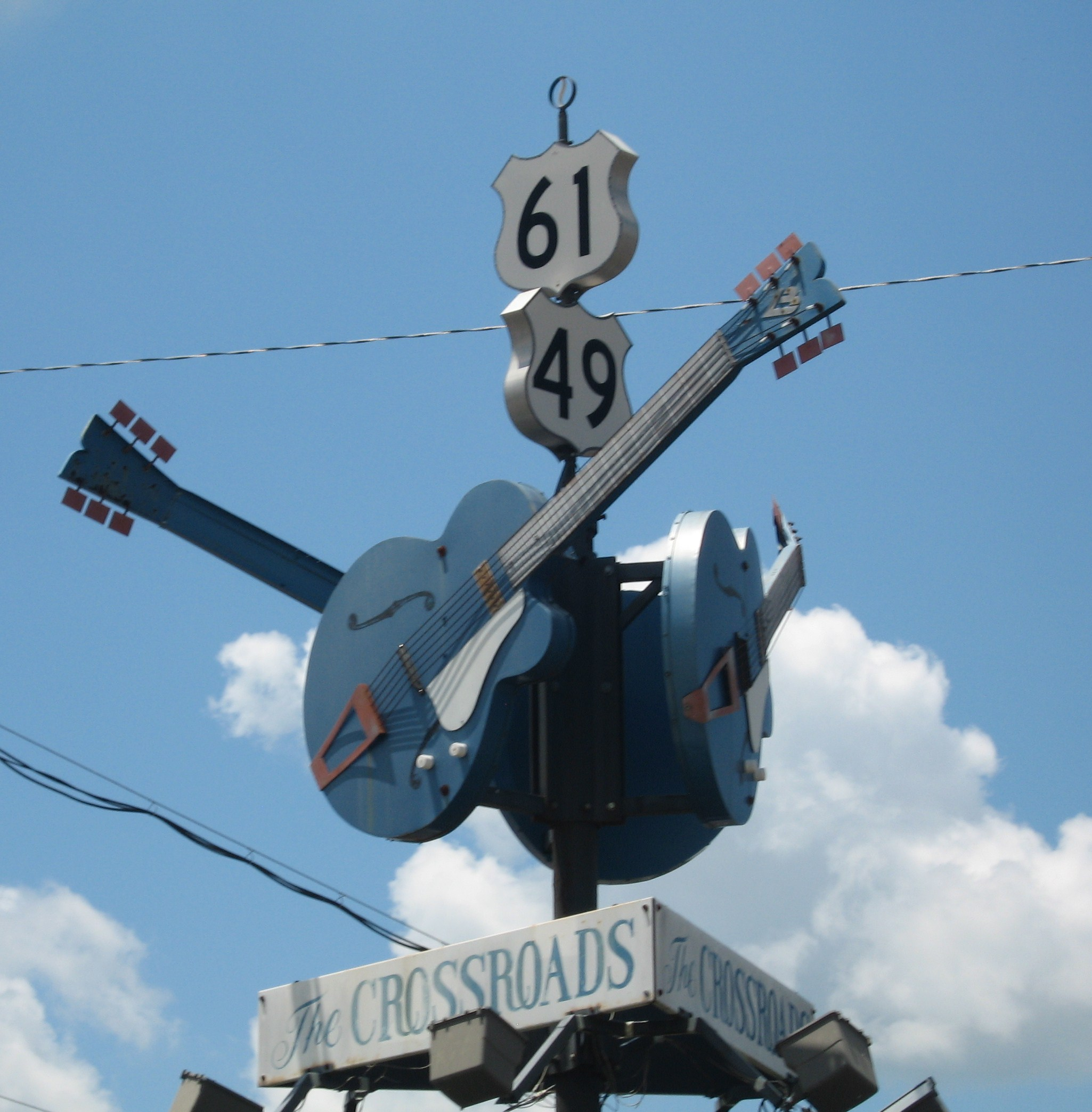
The Crossroads", donde Robert Johnson supuestamente vendió su alma al diablo a cambio de dominar el blues, según la leyenda.

Crossroads es una versión de Cross Road Blues, un tema compuesto por Robert Johnson en 1937. Eric Clapton adaptó el tema de Johnson para ser tocado con su banda Cream. El tema fue tocado en un concierto que la banda ofreció en Winterland Ballroom, en San Francisco; y añadido en el disco Live at the Fillmore de su doble álbum Wheels of Fire, publicado en el año 1969. La revista Rolling Stone la situó en el número 409 en su lista Las 500 mejores canciones de todos los tiempos. El solo de guitarra tocado por Eric Clapton está considerado uno de los mejores de la historia, como lo prueba su puesto número 10 en la lista Los 100 mejores solos de guitarra por Guitar World.
En el año 1986 el director Walter Hill realizó un film inspirado en la canción que lleva el título Crossroads que se basa en la vida de un joven músico amante del blues y de Robert Johnson.